# عبد الرحمن القصار
عبد الرحمن بن عبد الحميد بن محيي الدين القَصّار (1863 - 26 يونيو 1929) (1280 - 19 محرم 1348) كاتب وشاعر سوري. ولد في دمشق في عائلة حسنية النسب ونشأ فيها. كان له علم بالموسيقى ووضع أدوارًا وتواشيح، وأناشيد وطنيّة، لُحِّن بضعها. اشتغل بالتدريس في مدرسة عبد الله باشا. توفي في مسقط رأسه.

## سيرته
ولد عبد الرحمن بن عبد الحميد بن محي الدين القصار في دمشق سنة 1868م /1280 هـ من عائلة حسنية النسب. أخذ العلوم الدينية والفقه والتفسير والبيان والعروض عن علماء عصره من آل الخطيب، فبرع في شتى العلوم، وبرز في الأدب والخطابة والشعر والفن الموسيقي بشكل خاص. اشتغل بالتدريس في مدرسة عبد الله باشا، فكان الخطيب والناظر لجامع تيروزي الواقع في محلة قبر عاتكة بدمشق، يعيش من الراتب المخصص لهذه الوظائف الدينية.

اعتقل في عهد الانتداب الإفرنسي مع أخيه السيد محمد مدة أربعة أشهر في قلعة دمشق. مرض بالسكري مدة أربعة أشهر وتوفي في ليلة الجمعة التاسع عشر من شهر محرم سنة 1348 / 26 يونيو 1929 ودفن فوق والده بمقبرة (قبر عاتكة) في حي القنوات، ورثاه شعراء.

## حياته الشخصية
ابتعد عن الزواج وكان يأنس بالعزلة ويرى فيها الراحة والمجال الواسع للتأليف ومقارعة قوافي الشعر. فقد توفي ولم يترك إلا كتبه العادية ومؤلفاته. كان يتألم ويرثي لحال الأيتام. دعم الاحتفاظ بالحجاب وقاوم دعوة السفور. كان شاذلي الطريقة.

## شعره
يحتوي ديوانه على قصائد كثيرة في المدح والرثاء والغزل والعتاب والهجاء والسياسة والوطنية ومحاربة الجهل والسفور والتشاطير والتخاميس.

تلقى الفن الموسيقي وعلم النغمة والإيقاع ورقص السماح على أبي خليل القباني، وكان يلازم من أهل الفن حلقة عبد الرزاق البيطار الفنية، وكان له طريقة خاصة في إنشاد القصائد والموشحات والقدود الصوفية والشاذلية، وأكثر إنشاده من شعر ابن معتوق. كان شاذلي الطريقة مداوماً على الإنشاد في حلقة الذكر في زاوية أبي الشامات الشاذلية بدمشق،

## مؤلفاته
- براهين الحكم في براءة المحبوب من الظلم
- العذب المُستَحسَن في مناظرات العَزَب والمُحصٌن
- البرهان الجلي في مناظرات الشجيّ والخلي
- ديوان شعر، في مجلدين